# Hudflik

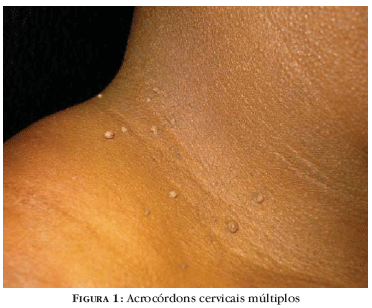
Hudflikar på halsen.

Hudflik, ofta kallad skintag, är en godartad mjuk hudutväxt som är vanlig hos vuxna i alla åldrar; typiska områden är runt halsen, armhålorna, ljumskar och bålen. Hudflikar finns i många olika former och storlekar och kan variera från några millimeter i längd till några centimeter. Hudflikar känns mjuka och är vanligtvis hudfärgade. Både män och kvinnor får skintags och de ökar med högre ålder, fetma, typ 2-diabetes och vid graviditet. Hudflikar är ofarliga men kan skava och vara estetiskt störande. Hudflikar uppstår ofta vid armhålan, bålen, nacken, ögonlock, bröstet eller ljumsken.
Då hudflikar är ofarliga men kan vara störande kan de tas bort med exempelvis frysning, bortbränning, kirurgiskt eller med strypning.